# 아시아 태평양 이론물리센터
아시아 태평양 이론물리센터(아시아太平洋理論物理센터, Asia Pacific Center for Theoretical Physics)는 이론물리학 연구 선도, 국제공동연구 촉진, 아시아 태평양 지역 젊은 과학자 연수, 아시아 태평양 지역의 회원국과 그 외 지역 물리학자들 사이의 국제 협력 증진을 위하여 1996년 6월 대한민국에 설립되었다. 국제비정부기구(INGO)로서 현재 회원국은 호주, 중국, 일본, 대한민국, 말레이시아, 필리핀, 싱가포르, 대만, 태국, 베트남, 라오스, 몽골, 인도, 우즈베키스탄, 카자흐스탄, 캐나다(16개국)이다.

## 역대 소장
- 초대: 양전닝 (1957년 노벨 물리학상 수상) 1997년 1월 취임
- 2대: 로버트 러플린 (1998년 노벨 물리학상 수상) 2004년 4월 취임
- 3대: 피터 풀데 2007년 3월 취임
- 4대: 피터 풀데 2010년 4월 연임
- 5대: 김승환 2013년 7월 취임
- 6대: 이범훈 2015년 6월 취임

## 학술 활동
- 목적: 첨단 기술 및 관련 주제 중심의 중장기 학술활동 및 세계 관심 분야의 집중적인 조망과 공동연구 등을 지원함으로써 아시아 · 태평양을 선도하는 연구 그룹을 형성하는 데 그 목적을 두고 있다.
- 프로그램 구성
  - Topical Research Program
  - Focus Program
  - Conferences and Workshops
  - Seminars and Lectures
  - Visitors Program

## 상주 연구
- 목적: 젊고 잠재력 있는 과학자들을 물리학분야의 차세대 리더로서 성장할 수 있도록 지원하는 프로그램으로, 막스플랑크재단(Max Planck Society: MPG) 그리고 POSTECH과의 협약을 기반으로 2008년 2개의 Junior Research Groups (JRG)가 출범한 이래 지속적으로 그룹을 확대해 나가고 있다.
- 프로그램 구성
  - Junior Research Programs

## 국제 협력
- 목적: 회원국을 포함하여 아시아태평양 지역에서 학술 활동을 지원 및 공동 주관하며 젊은 과학자들을 발굴하여 연구를 지원함으로써, APCTP가 명실상부한 아시아태평양의 국제 협력 기관으로서의 연구를 이끌어 갈 수 있도록 하는 데 그 목적을 두고 있다.
- 프로그램 구성
  - External Activities
  - Joint Activities
  - Young Scientist Training Programs

## 아·태 과학자 네트워크 구축사업
- 목적: 과학과 사회와의 소통확대 및 아태 지역의 올바른 과학적 세계관을 선도하는 데 목적을 두고 있다.
- 주요 활동
  - 웹저널 크로스로드
  - 과학커뮤니케이션 포럼/강연
  - APCTP 올해의 과학 도서

## 같이 보기
- 포항공과대학교